# Chetniks na Sérvia ocupada (1916–1918)
O Reino da Sérvia foi ocupado pela Áustria-Hungria e pelo Reino da Bulgária em 1 de janeiro de 1916. O Estado-Maior do Exército enviou o veterano do Chetnik, Kosta Pećanac, ao distrito de Toplica para organizar um levante de guerrilha. Vários destacamentos Chetnik (guerrilheiros) foram estabelecidos em todo o território ocupado.

## Contexto
Em outubro de 1915, o Reino da Sérvia, que durante todo o outono de 1914 conseguiu resistir e repelir três invasões austro-húngaras, viu-se novamente sob ataque. Desta vez foi uma invasão conjunta austro-húngara, alemã e búlgara de duas direções que incluía o Terceiro Exército Austro-Húngaro, o Décimo Primeiro Exército Alemão e o Primeiro e Segundo Exércitos Búlgaros. Em menor número e em desvantagem, o Exército Sérvio foi derrotado em dezembro de 1915. No entanto, em vez de se renderem e capitularem, os líderes militares e políticos sérvios decidiram uma longa e árdua retirada do exército para sul, em direcção à Albânia, na esperança de chegar à costa do Adriático para evacuação e reagrupamento.  Como resultado, as forças invasoras das Potências Centrais ocuparam todo o território do Reino da Sérvia. Na divisão imediata dos despojos, o Reino da Bulgária ficou com a área de Pomoravlje, que tinha sido alvo do nacionalismo búlgaro. 

## Destacamentos
- Destacamento Toplica-Morava do Sul (Central), comandado por Kosta Pećanac
- Destacamento Jablanica, comandado por Milinko Vlahović, depois Dimitrije Begović
  - Batalhão Tulare, comandado por Milan Đurović
  - Segundo Batalhão Jablanica, comandado por Ivan Plavšić
  - Batalhão Retkocer,
  - Destacamento Gajtan
  - Destacamento Medveđa
- Destacamento Ibar-Kopaonik, comandado por Kosta Vojinović
- Destacamento Pirot, comandado por Jovan Radović
- Destacamento Krajina

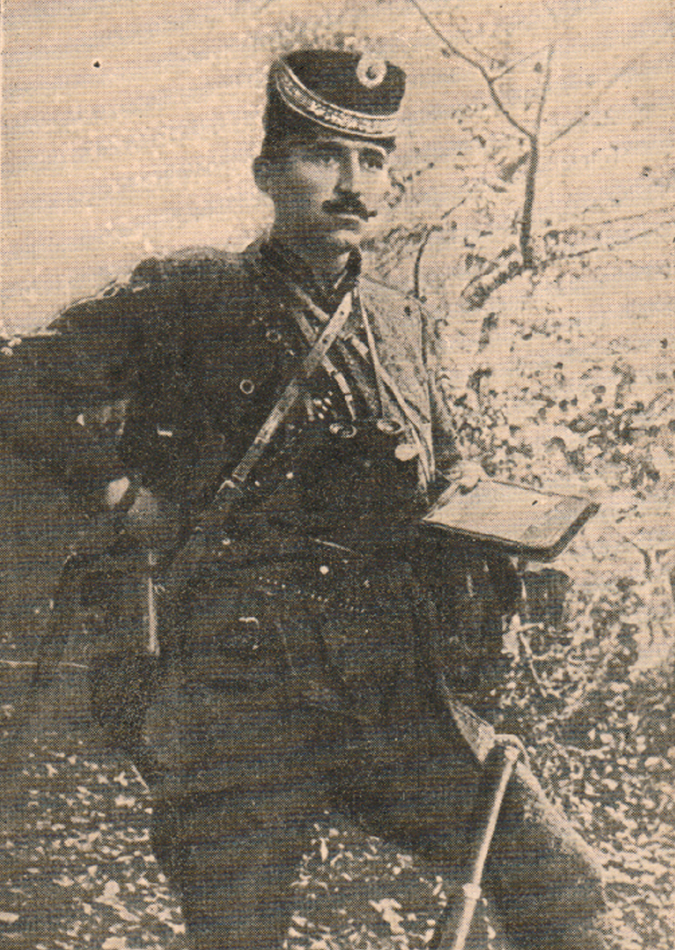
Kosta Vojinović
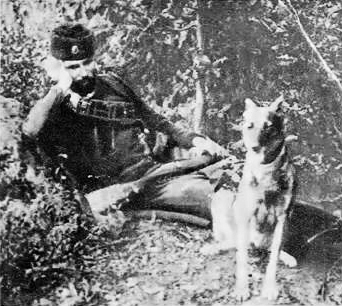
Kosta Pećanac, 1916
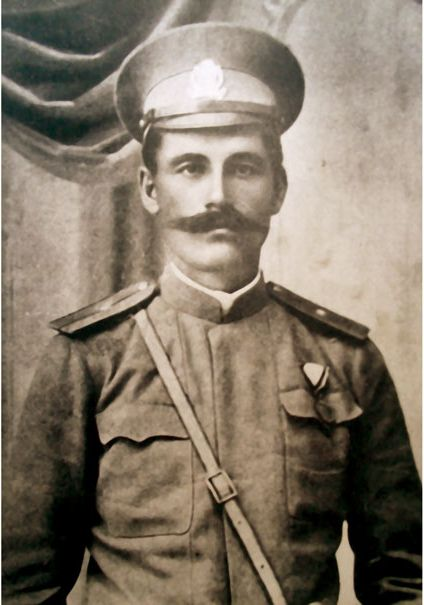
Milinko Vlahović

## Insurreição de Toplica
Em setembro de 1916, o alto comando sérvio enviou Kosta Pećanac ao distrito de Toplica para organizar um levante de guerrilha.  Lá, Pećanac contatou vários grupos e uniu forças com o líder local Kosta Vojinović e ambos estabeleceram quartéis-generais no Monte Kopaonik. Em janeiro-fevereiro de 1917, os búlgaros começaram a recrutar sérvios locais para o serviço militar e espalhou-se o boato de que os Aliados haviam chegado a Skopje, então os sérvios deveriam se revoltar. A decisão desta rebelião foi tomada e no dia 21 de fevereiro, perto do rio Toplica, a rebelião eclodiu. Os líderes reuniram várias centenas de rebeldes que conquistaram Prokuplje e Kuršumlija. Pećanac também tentou juntar-se aos albaneses, mas sem sucesso. Em 12 de março, o contra-ataque búlgaro começou sob o comando de Alexander Protogerov envolvendo forças da IMRO lideradas por Tane Nikolov.  As autoridades búlgaras e austro-húngaras trabalharam em conjunto. Nas batalhas, um dos líderes da IMRO Todor Aleksandrov, servindo como oficial do exército búlgaro, comandou as ações mais violentas cometidas pelos paramilitares. Após vários dias de combates, os búlgaros entraram em Prokuplje em 14 de março e os austro-húngaros em Kuršumlija. Em 25 de março, a ordem foi totalmente restaurada.  Nas batalhas, vários milhares de pessoas foram mortas, incluindo civis. Em abril de 1917, Pećanac e seus guerrilheiros atacaram uma estação ferroviária.  Em 15 de maio, Pećanac entrou na antiga fronteira búlgara e invadiu Bosilegrad, que foi incendiada. Depois o seu bando retirou-se para o Kosovo, controlado na época pelos austro-húngaros. Os Aliados abriram uma nova frente em Salónica em Junho, mas o Exército Sérvio não conseguiu romper as linhas búlgaras. Depois de ressurgir por um curto período de tempo, em setembro-outubro de 1917, Pećanac desapareceu novamente. Em outubro de 1917, o comando austro-húngaro criou destacamentos paramilitares inteiramente albaneses para capturar o resto dos rebeldes sérvios nas montanhas e em dezembro de 1917, Vojnović foi morto.

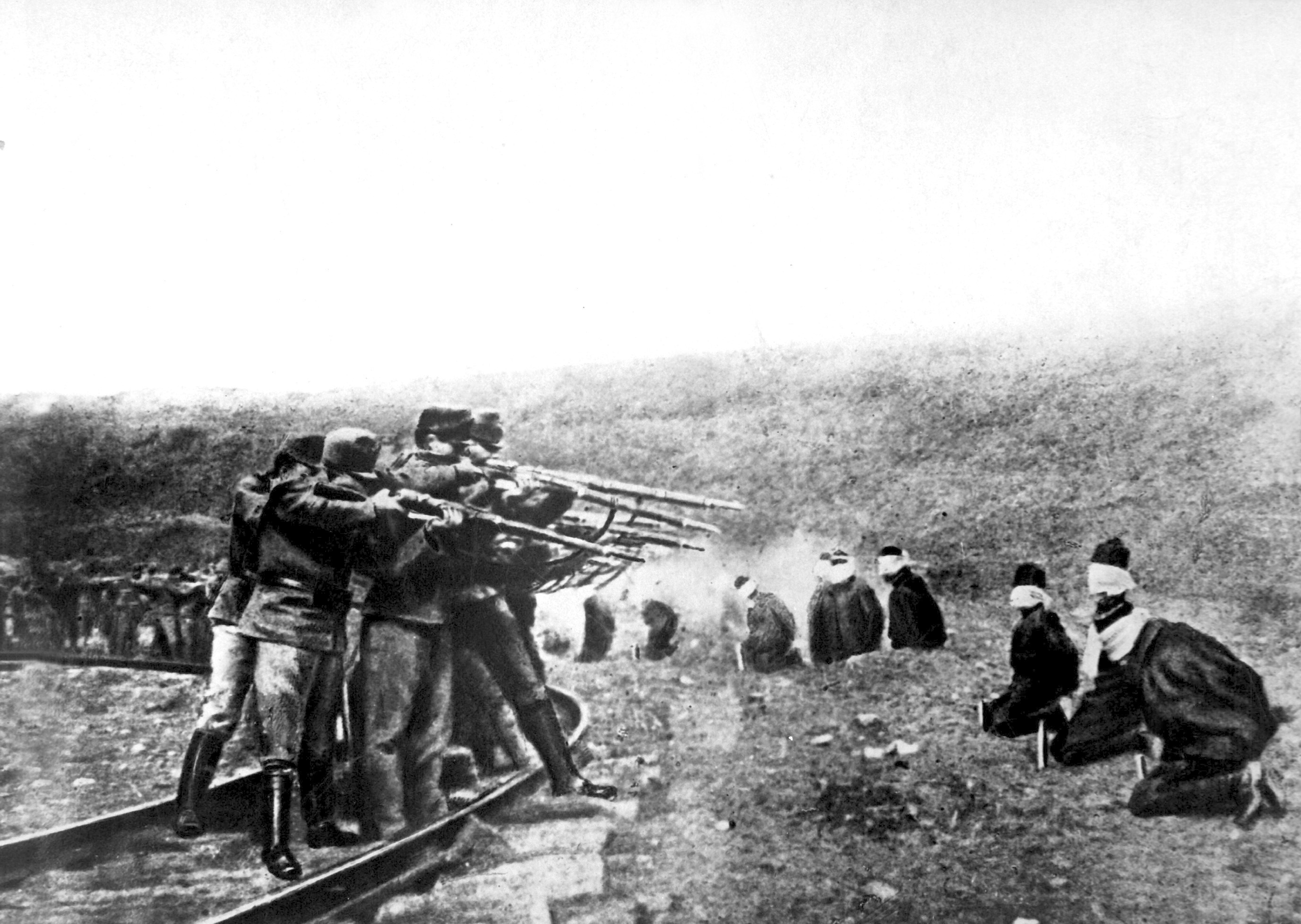
Austro-húngaros executando rebeldes.